# Герцог Барселуш

Герб Нуну Алвареша Перейры, 1-го графа Барселуша

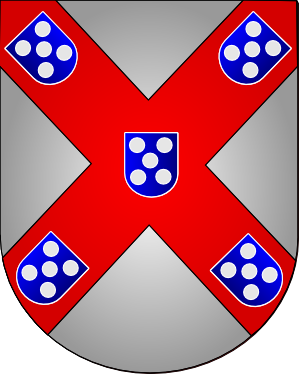
Герб Афонсу де Браганса, 2-го графа де Барселуша

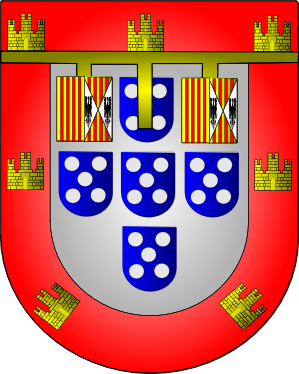
Герб Жайме де Браганса, 5-го графа де Барселуш

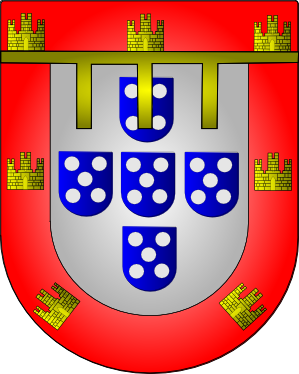
Герб принца Теодозиу, 2-го герцога де Барселуш

Герцог де Барселуш (порт. Duque de Barcelos) — португальский аристократический титул, носители которого владели Барселушем. Был создан 5 августа 1562 года королем Себастьяном для Жуана де Браганса (1543—1583), будущего 6-го герцога Браганса. Титул герцога де Барселуш носили наследники дома Браганса, старшие сыновья и наследники герцогов де Браганса. В 1640 году после восстановления независимости Португальского королевства и вступления на португальский престол Жуана IV де Браганса, 8-го герцога де Браганса (1604—1656), титул герцога де Барселуш продолжили носить герцоги де Браганса, наследники португальского королевского трона.

## Граф де Барселуш
Титул графа де Барселуш (порт. Conde de Barcelos) был создан 8 мая 1298 года португальским королем Динишем для Жуана Афонсу де Менезеша, 4-го сеньора де Альбуркерке (ум. 1304). Ему наследовал его зять Мартин Жил де Риба Визела (ок. 1260—1312), женатый на Виоланте Санчес, старшей дочери Жуана Афонсу де Менезеша и Терезы Санчес. Третьим графом де Барселуш стал последний галисийско-португальский трубадур Педру Афонсу Португальский (1287—1354), незаконнорождённый сын португальского короля Диниша I. В 1354 году ему наследовал Жуан Афонсу Телеш де Менезеш, 1-й граф Орен и 4-й граф де Барселуш (ум. 1381), сын Афонсу Телеш де Мензеша Рапозу (ок. 1280—1340). Его сын, Жуан Афонсу Телеш, 5-й граф де Барселуш, скончался при жизни отца, не оставив потомства. 6-м графом де Барселуш стал Жуан Афонсу Телеш (ум. 1385), старший сын португальского дворянина Мартина Афонсу Телеш де Менезеша (ум. 1356). Жуан Афонсу Телеш был родным братом португальской королевы Леоноры (1350—1386), жены короля Фернанду I. После гибели в 1385 году Жуана Афонсу Телеш де Менезеша в битве при Алжубарроте графский титул достался коннетаблю Португалии Нуну Алварешу Перейре (1360—1431). Ему наследовал его зять Афонсу де Браганса (1377—1461), внебрачный сын короля Португалии Жуана I и его любовницы Инеш Переш Эштевеш. В 1442 году Афонсу де Браганса, 8-й граф де Барселуш, получил титул 1-го герцога де Браганса.

## Ненаследственные графы Барселуш
- Жуан Афонсу Телеш де Менезеш, 1-й граф де Барселуш (ум. 1304), сын Родригу Анеса де Менезеша, внук Жуана Афонсу Телу де Менезеша, 2-го сеньора Албуркерке (ум. 1268). Женат на Терезе Санчес, побочной дочери короля Кастилии и Леона Санчо IV. Вновь учреждённый титул графа де Барселуш получил 8 мая 1298 года[1].
- Мартин Жил де Риба Визела, 2-й граф де Барселуш (ок. 1260—1312), главный знаменосец Португалии, был женат на Виоланте Санчес, дочери Жуана Афонсу Телеш де Менезеша, 1-го графа де Барселуша, и Терезы Санчес. Графский титул пожалован 15 октября 1304 года[2].
- Педру Афонсу Португальский, 3-й граф де Барселуш (1287—1354), алфереш-мор Португалии, титулом графа де Барселуш удостоен 1 мая 1314 года[2], составитель «Книги родословных» и компилятор «Общей хроники Испании 1344 года», внебрачный сын короля Португалии Диниша I.
- Жуан Афонсу Телу де Менезеш, граф Орен (ум. 1381), 4-й граф де Барселуш с 10 октября 1357 года[3], главный знаменосец Португалии (1248—1255), второй сын Афонсу Телеш де Менезеш Рапозу (ок. 1280—1340).
- Афонсу Телеш де Менезеш, 5-й граф де Барселуш (ум. 1372), титул графа де Барселуш пожалован 20 марта 1372 года, который после смерти был возвращён его отцу, Жуану Афонсу Телешу де Менезеш, 1-му графу де Орен и 4-му графу де Барселуш[4].
- Жуан Афонсу Телеш де Менезеш, 6-й граф де Барселуш (ум. 1385), титул графа де Барселуш пожалован до 27 января 1382 года, адмирал, в сентябре 1384 года в Кастилии получил титул графа де Майорка[5], сын Мартина Афонсу Телеш де Менезеш (ум. 1356) и брат королевы Португалии Леоноры (1350—1386).
- Нуну Алвареш Перейра, 7-й граф де Барселуш (1360—1431), сын Алвару Гонсалвеша Перейры (ок. 1300—1379).

## Наследственные графы Барселуш
- Нуну Алвареш Перейра (1360—1431), 7-й граф де Барселуш с 8 октября 1385 года, 2-й коннетабль Португалии (1385—1431), 2-й граф де Аррайолуш с 1387 года, 3-й граф де Орен[6], сын Алвару Гонсалвеша Перейры (ок. 1300—1379)
- Афонсу де Браганса (1377—1461), 8-й граф де Барселуш с 1401 года, 1-й герцог де Браганса с 1442 года[7], внебрачный сын португальского короля Жуана I и его любовницы Инес Перес Эстевес, зять предыдущего
- Фернанду де Браганса, 2-й герцог де Браганса, 9-й граф де Барселуш (1403—1478), младший сын инфанта Афонсу (1377—1461), 1-го герцога де Браганса (с 1443 года), и Беатрис Перейры де Алвим (1380—1415)
- Фернанду де Браганса, 3-й герцог де Браганса, 10-й граф де Барселуш (1430—1483), старший сын Фернанду I (1403—1478), 2-го герцога де Браганса (с 1461 года), и Хуаны де Кастро (1410—1479), сеньоры де Кадавал
- Жайме де Браганса, 4-й герцог де Браганса, 11-й граф де Барселуш (1479—1532), второй сын Фернанду II (1430—1483), 3-го герцога де Браганса (с 1478 года), и Изабеллы де Визеу (1459—1521), дочери инфанта Фернанду (1433—1470), герцога Визеу и Бежы, и Беатрис Португальской (1430—1506), сестре будущего короля Португалии Мануэла I.
- Теодозиу де Браганса, 5-й герцог де Браганса, 12-й граф де Барселуш (1510—1563), старший сын Жайме I де Браганса (1479—1532), 4-го герцога де Браганса (с 1498 года), от первого брака с Леонор Перес де Гусман (ум. в 1512 году), дочери Хуана Альфонсо Переса де Гусмана (1464—1507), 3-го герцога Медина-Сидония.

## Герцоги Барселуш
- Жуан де Браганса, 6-й герцог де Браганса, 1-й герцог де Барселуш (1543—1583), старший сын Теодозиу I (1510—1563), 5-го герцога де Браганса (1532—1563), и Изабель де Ланкастер (1513—1558), дочери Жорже де Ланкастра, герцога Коимбры, и Беатрисы де Меру.
- Теодозиу де Браганса, 7-й герцог де Браганса, 2-й герцог де Барселуш (1568—1630), старший сын Жуана I (1543—1583), 6-го герцога де Браганса (1563—1583), и инфанты Катарины де Гимарайнш (1540—1616)
- Жуан де Браганса, 8-й герцог де Браганса, 3-й герцог де Барселуш (1604—1656), позднее король Португалии Жуан IV (1640—1656), старший сын Теодозиу II де Браганса (1568—1630), и Анны де Веласко и Хирон (1585—1607), дочери Хуана Фернандеса де Веласко (ок. 1550—1613), 5-го герцога Фриаса (1585—1613) и коннетабля Кастилии, и Марии Хирон де Гусман (1553—1608)
- Теодозиу де Браганса, 9-й герцог де Браганса, 4-й герцог де Барселуш, принц Бразилии (1634—1653), старший сын предыдущего и Луизы де Гусман (1613—1666)
- Афонсу де Браганса, 10-й герцог де Браганса, 5-й герцог де Барселуш (1643—1683), младший брат предыдущего
- Жуан де Браганса, 11-й герцог де Браганса, 6-й герцог де Барселуш (1689—1750), король Португалии Жуан V (1706—1750), второй сын короля Педру II и Марии Софии Нойбургской (1666—1699), дочери курфюрста Филиппа Вильгельма Пфальц-Нейбургского
- Жозе де Браганса, 12-й герцог де Браганса, 7-й герцог де Барселуш (1714—1777), король Португалии Жозе I (1750—1777), второй сын предыдущего и Марии Анны Австрийской
- Мария Франсиса де Браганса, 13-я герцогиня де Браганса, 8-я герцогиня де Барселуш (1734—1816), королева Португалии Мария I (1777—1816), старшая дочь предыдущего и Марианны Виктории Испанской
- Жозе де Браганса, 9-й герцог де Барселуш, 14-й герцог де Браганса, принц Бразилии (1761—1788), старший сын Марии I и Педру III
- Педру де Алькантара де Браганса, 15-й герцог де Браганса (1798—1834), 1-й император Бразилии (1822—1831), король Португалии как Педру IV (1826—1828), второй сын короля Португалии Жуана VI и Карлоты Жоакины Испанской
- Мария де Браганса, 16-й герцог де Браганса (1819—1853), королева Португалии (1834—1853), старшая дочь короля Португалии Педру IV (императора Бразилии Педро I) и австрийской эрцгерцогини Марии Леопольдины
- Педру де Браганса, 17-й герцог де Браганса (1837—1861), король Португалии Педру V (1853—1861), старший сын королевы Марии II из Браганской династии и Фернанду II из Саксен-Кобург-Готской династии
- Карлуш де Браганса, 18-й герцог де Браганса (1863—1908), король Португалии как Карлуш I (1889—1908), старший сын короля Луиша I и Марии Пии Савойской
- Луиш Фелипе Браганса, 19-й герцог де Браганса (1887—1908), старший сын предыдущего и Амелии Орлеанской, наследный принц Португалии.